# Frédéric Dor
Frédéric Dor, né le 27 mai 1948 à Marseille, est un pilote de rallye et sur circuit français.

## Biographie
Il a participé à 44 épreuves du WRC, de 1990 (Tour de Corse) à 2002 (Rallye Safari). 
Ses résultats les plus probants ont été acquis en terres africaine, grecque, et sudaméricaine.
Il a terminé cinq fois dans les dix premiers en épreuves mondiales: 6e au Rallye du Kenya en 1997, 7e en 1999, 8e du rallye de l'Acropole en 2000, 10e en 1999, et 10e du rallye d'Argentine en 1999.
Il a participé au championnat de France asphalte avec Philippe Viale pour navigateur de 1989 à 1995 (5e au rallye du Mont-Blanc en 1992).
Il a toujours été fidèle à la Subaru Impreza de 1996 à 2002.

## Palmarès

### Titre
- Champion de France des rallyes Terre: 1999 (sur Subaru Impreza WRC);
  - 3e de la Coupe FIA par équipes: 1999;
  - 4e de la Coupe FIA par équipes: 2000.

### Victoires en championnat de France des rallyes Terre
- Rallye Terre des Drailles: 1998, avec Philippe Viale sur Subaru WRX A8;
- Rallye Terre de Vaucluse: 1999, avec Ph. Viale pour copilote;
- Rallye Terre du Diois: 1999, avec Ph. Viale;
- Rallye Terre des Drailles: 2000, avec Ph. Viale sur Subaru Impreza WRC A8.

### Participation aux24 Heures du Mans
| Année | Voiture                   | Équipe                | Équipier        | Résultat |
| ----- | ------------------------- | --------------------- | --------------- | -------- |
| 2003  | Ferrari 550 GTS Maranello | Luc Alphand Aventures | Jérôme Policand | 21e      |